# Godfried van Mierlo
Godfried van Mierlo (Mierlo, 2 februari 1518 – Deventer, 28 juli 1587) was een Nederlands geestelijke en bisschop van de Katholieke Kerk.
Godfried trad op zestienjarige leeftijd toe tot de orde der Dominicanen in 's-Hertogenbosch. Hij behaalde de graad van doctor in de godgeleerdheid en werd vervolgens provinciaal van zijn orde. Op 11 december 1570 benoemde paus Pius V hem tot bisschop van Haarlem en tot abt van de Abdij van Egmond. Hij werd op 11 februari 1571 in Antwerpen bisschop gewijd en nam drie maanden daarna bezit van de Kathedraal van Sint-Bavo. Hier zou hij het einde van het katholicisme in Haarlem meemaken. Op 29 mei 1578, Sacramentsdag, overrompelden Calvinisten gesteund door de Staatse troepen de kathedraal, doodden de plebaan en sloegen het interieur aan gruzelementen; de proost Jacobus Zaffius, nauwelijks van de schrik bekomen van de Alteratie in Amsterdam, maakte alles mee.
Bisschop Van Mierlo was toen al - in vermomming - de stad ontvlucht. Paus Gregorius XIII ontving hem in Rome en benoemde hem tot wijbisschop van Münster. Hij werd in 1587 benoemd tot bisschop van Deventer. Hier had hij als eerste de taak om alle kerken opnieuw te wijden:

4 july quam Godefridus van Mierloo, Abt van Egmond en tweede bisschop van Haerlem door den Stadts Secretaris van Munster gehaelt binnen Deventer om de kercken aldaer te herwijden. (...) 7 July: Deventer Kermis en eenige volgende dagen wijdde hij de Sint Lebuynus Kerk en Kerkhof met alle altaeren inzonderheyt het hoog altaer weder in; waer hij alhier den 28. July is overleeden.

Van Mierlo werd begraven in de Grote of Lebuïnuskerk.
- Biografisch Portaal: 54166679
- Digitale Bibliotheek voor de Nederlandse Letteren: mier012
- Gemeinsame Normdatei: 1066896828
- International Standard Name Identifier: 0000 0004 4591 8421
- Nederlandse Thesaurus van Auteursnamen: 072679395
- Virtual International Authority File: 314791111
- WorldCat: E39PBJtX7KHGBDyTkqGtcpP4v3